# Historias de mujeres
Historias de mujeres es un libro escrito por Rosa Montero, y publicado por Alfaguara en 1995. Dicho libro es el resultado de la suma de quince biografías de mujeres que la autora fue presentando en el periódico El País. El libro ha sido traducido al alemán, al coreano, al chino, al griego, al holandés y al portugués.

## Historias[2]
-Agatha Christie
-Mary Wollstonecraft
-Zenobia Camprubí
-Simone de Beauvoir
-Otolline Morrell
-Alma Mahler
-María de la O Lejárraga
-Laura Riding
-George Sand
-Isabelle Eberhardt
-Frida Kahlo
-Aurora Rodríguez Carballeira y Hildegart Rodríguez Carballeira
-Margaret Mead
-Camille Claudel
-Bronte (hermanas)

## Adaptaciones teatrales[1]
-Por la compañía Decocoyhuevo, en 2001 y 2002.
-En Paraguay, en el teatro Kamanga, en 2012.